# Малинівка (Луцький район)
Мали́нівка — село в Україні, у Луцькому районі Волинської області. Входить до складу Рожищенської міської громади. Населення становить 220 осіб.

## Географія
Селом протікає річка Стохід.

## Історія
12 червня 2020 року, згідно з розпорядженням Кабінету Міністрів України  № 708-р, село увійшло до складу Рожищенської міської громади.
19 липня 2020 року, в результаті адміністративно-територіальної реформи та ліквідації Рожищенського району, село увійшло до складу новоутвореного Луцького району.

## Населення
Згідно з переписом УРСР 1989 року чисельність наявного населення села становила 291 особа, з яких 132 чоловіки та 159 жінок.
За переписом населення України 2001 року в селі мешкало 220 осіб.

### Мова
Розподіл населення за рідною мовою за даними перепису 2001 року:
| Мова       | Відсоток |
| ---------- | -------- |
| українська | 98,64 %  |
| російська  | 1,36 %   |